# Demokratisk Alliance (Angola)
Demokratisk Alliance (portugisisk: Aliança Democrática også kendt som AD-Coligação) er en alliance af politiske partier i Angola. Alliancens præsident er Evidor Quiela. Alliancen blev dannet i 1992.
I parlamentsvalget i 1992 fik AD-Coligação 1 sæde i den nationale forsamling. 
| Politisk parti | Spire Denne artikel om et politisk parti eller gruppe er en spire som bør udbygges. Du er velkommen til at hjælpe Wikipedia ved at udvide den. |